# Glojene, Loveci
Glojene (în bulgară Гложене) este un sat în comuna Teteven, regiunea Loveci,  Bulgaria. 

## Demografie
Componența etnică a satului Glojene
     Romi (5,13%)
     Bulgari (77,98%)
     Nicio identificare (16,42%)
     Altele (0,82%)
La recensământul din 2011, populația satului Glojene era de 1.090 locuitori. Din punct de vedere etnic, majoritatea locuitorilor (77,98%) erau bulgari, cu o minoritate de romi (5,13%). Pentru 16,42% din locuitori nu este cunoscută apartenența etnică.